# Sphelodon annulicornis
Sphelodon annulicornis là một loài tò vò trong họ Ichneumonidae.